# Christella hispidula
Christella hispidula là một loài thực vật có mạch trong họ Thelypteridaceae. Loài này được (Decne.) Holttum mô tả khoa học đầu tiên năm 1976.